# 라스트오리진
라스트오리진(영어: Last Origin)은 스마트조이가 개발한 모바일 게임이다. 게임 배경은 2201년이다. 2024년 밸로프로 이관되어 운영중이다.